# Шанхайская резня 1927 года
Шанхайская резня 1927 года — массовое истребление китайских коммунистов, учинённое 12 апреля 1927 года силами Гоминьдана и его союзниками в Шанхае.
По-китайски сторонники Гоминьдана называют инцидент «Партийная чистка» (清黨), в то время как в коммунистической традиции его наименуют «Шанхайская резня 1927 года», «Контрреволюционный переворот 12 апреля» (四一二反革命政变) или «Трагедия 12 апреля» (四一二慘案). В результате инцидента многие видные члены КПК были убиты или арестованы. Убийства коммунистов и террор продолжались по всему Китаю в течение многих недель. После победы над сторонниками КПК в крупных городах Чан Кайши полностью захватил власть в Гоминьдане и вскоре стал диктатором Китая. После падения 15 июля 1927 года Уханьского правительства коммунисты были вынуждены окончательно уйти в подполье.

## Предпосылки
В течение нескольких лет вплоть до событий 12 апреля 1927 года Коммунистическая партия Китая (КПК) и Гоминьдан сотрудничали в рамках Первого объединённого фронта. Их общей целью было свержение власти китайских милитаристов, захвативших власть в стране после падения династии Цин. В 1923 году правительство Сунь Ятсена, основателя Китайской республики, договорилось о помощи со стороны СССР. Советское правительство было единственным, кто признал его. В Китай начали прибывать политические и военные советники — Бородин, Блюхер и др. Их задачей была реорганизация Гоминьдана с тем, чтобы создать из него мощную политическую партию наподобие ВКП(б), и формирование боеспособной армии. Членам КПК было разрешено вступать в ряды Гоминьдана. С помощью Коминтерна и основателей КПК Ли Дачжао и Чэнь Дусю Сунь Ятсен основал в Кантоне правительство и учредил военную академию для обучения офицерских кадров. Начальником академии был назначен Чан Кайши. Некоторые члены КПК стали влиятельными людьми в Гоминьдане; Чжоу Эньлай и Е Цзяньин служили политинструкторами академии, а Мао Цзэдун в данный период был администратором от Гоминьдана в провинции Хунань.
В 1925 году Сунь Ятсен умер. После его кончины между двумя влиятельными членами партии, Чан Кайши и Ван Цзинвэем, возник конфликт на почве борьбы за власть за главенствующую позицию в партии. Ван Цзинвэй стал председателем национального правительства, в том время как военная власть была сосредоточена в руках Чан Кайши, главнокомандующего Национально-революционной армией (НРА). В июле 1926 года начался Северный поход — военная экспедиция НРА, целью которой было изгнание милитаристов и объединение Китая. После того, как коммунисты и левое крыло Гоминьдана попытались провести земельную реформу и передать землю крестьянам в регионах, захваченных НРА, симпатии помещиков и богатых торговцев переметнулись на сторону Чан Кайши. Его поддерживали и иностранцы, живущие в концессиях в крупных городах Китая.
В январе 1927 года при поддержке КПК и советских агентов Ван Цзинвэй перевёл правительство в захваченный НРА город Ухань и провозгласил его новой столицей. 3 марта 1927 года рабочие под предводительством Чжоу Эньлая подняли в Шанхае восстание, разгромив войска военного губернатора и его союзников. Рабочие заняли всю территорию Шанхая за исключением иностранных концессий — Международного сеттльмента и Французской концессии, которые охранялись военными и моряками США, Великобритании, Италии, Японии и других стран. Вскоре к городу подошли части НРА под командованием Бай Чунси, верного соратника Чан Кайши. Правое крыло Гоминьдана было встревожено растущим влиянием коммунистов как в новом правительстве, так и в профсоюзах и рабочем ополчении. После международного скандала, который последовал вслед за Нанкинским инцидентом, Чан Кайши решил порвать с коммунистами и левыми в Гоминьдане.

## Начало арестов и казней
Полагая, и имея доказательства того, что коммунисты готовят захват власти, 2 апреля Чан Кайши, Ли Цзунжэнь и Бай Чунси тайно учредили «Центральный наблюдательный комитет Шанхая». Этот комитет составил план физического уничтожения сторонников КПК и приступил к подготовке его реализации.
Чан Кайши провел переговоры с Ду Юэшэном и другими лидерами Зелёной банды и Банды Хонмэн с тем, чтобы те подготовили нападение на опорные пункты красногвардейцев. 9 апреля Центральный наблюдательный комитет объявил в Шанхае чрезвычайную ситуацию, обвинив коммунистов, входящих в Уханьское правительство, в дестабилизации обстановки. 11 апреля во все провинции, находящиеся под контролем Чан Кайши, был направлен секретный приказ о том, что коммунистов необходимо вычистить из партийных и правительственных органов.
Территории иностранных концессий были огорожены колючей проволокой и тщательно охранялись военными и моряками с иностранных кораблей.
Была достигнута договоренность с Муниципальным советом о том, что люди Ду Юэшэна смогут свободно проехать через территорию Международного поселения. Председатель Муниципального совета Стерлинг Фессенден не только обеспечил гангстеров пропусками, но и снабдил их грузовиками и оружием.
По сигналу корабельной сирены в 3 часа утра 12 апреля гангстеры атаковали опорные пункты красногвардейцев в районах Чжабэй, Нанши и Пудун. В результате резни погибло от 4 до 5 тысяч человек. Солдаты 26-й армии Гоминьдана разоружили рабочее ополчение. При этом были ранены около 300 человек.
13 апреля тысячи рабочих и студентов вышли на улицы и направились к штаб-квартире 2-й дивизии 26-й армии, протестуя против действий Чан Кайши и его союзников. Солдаты открыли огонь по демонстрантам. По разным данным погибли от 100 до 300 человек.
Чан Кайши распустил правительство Шанхая, профсоюзы и другие организации, находящиеся под контролем коммунистов. Более тысячи человек было арестовано, около 300 казнено. Аресты и казни последовали в Кантоне, Сямыне, Фучжоу, Нинбо, Нанкине, Ханчжоу и Чанше. В Пекине 28 апреля Чжан Цзолинь приказал казнить 20 коммунистов, взятых в качестве заложников в советском полпредстве. В числе казнённых был Ли Дачжао, один из основателей КПК.

## Итоги и значение
После учинённой резни многие члены Центрального комитета Уханьского правительства объявили Чан Кайши предателем революции, в том числе и вдова Сунь Ятсена, Сун Цинлин. В апреле 1927 года Чан Кайши объявил о создании нового правительства в Нанкине, тем самым бросив вызов Уханьскому правительству под контролем Ван Цзинвэя. Противостояние двух столиц, известное как 寧漢分裂, длилось недолго: «левое крыло» Гоминьдана также начало вычищать коммунистов из правительства. Не имея военной поддержки, последние вынуждены были покинуть Ухань. Главный политический советник Бородин, Сун Цинлин, а также несколько иностранных корреспондентов, сочувствующих китайской революции, отправились разными путями в СССР.
В июне 1928 года Пекин был взят союзниками Гоминьдана, что привело к окончательному объединению страны под властью Чан Кайши. В Шанхае администрация китайской части города распустила организованную коммунистами Шанхайскую федерацию профсоюзов и реорганизовала сеть профсоюзов уже под своим началом — и под управлением Ду Юэшэна.